# 이세연 (가수)
이세연(1998년 3월 15일 ~ )은 대한민국의 가수이다. 2023년 싱글 앨범 [안녕한가요]로 데뷔했다.

## 방송
- 슈퍼스타K 2016 (2016) - Top26
- 싱어게인3 (2023) - Top77

## 음반
- 안녕한가요 (2023)
- 고백 (2023)